# Río Ticalaco
El río Ticalaco es un río de la vertiente del Pacífico, localizado en el sur del Perú, departamento de Tacna, recorre de este a oeste atravesando el desierto costero del Perú hasta su desembocadura en el río Sama en la provincia de Tacna. 
Históricamente, desde 1885 hasta 1925, el río Ticalaco fue fijado temporalmente como límite político entre Perú y Chile tras la Guerra del Pacífico al considerarlo Chile como parte del río Sama y por ende como límite fijado en el Tratado de Ancón. En el río se edificó un retén fronterizo homónimo por parte de Chile. Dentro de la zona en disputa se encontraba el departamento de Tarata, el cual fue finalmente fue devuelto a Perú.
En el río existen baños termales con propiedades terapéuticas que además permiten estar en la naturaleza y experimental la cultura de la región andina del Perú.